# Aillières-Beauvoir
Aillières-Beauvoir è un comune francese di 228 abitanti situato nel dipartimento della Sarthe nella regione dei Paesi della Loira.

## Società

### Evoluzione demografica
Abitanti censiti